# Leendert Houtekamer
Leendert Willem Houtekamer (Axel, 11 september 1956 - Goes, 19 april 2020) was een Nederlands beeldhouwer. Houtekamer is bekend geworden als vervaardiger van portretten. Het meest bekend is zijn portret van Rika Ghijsen, geplaatst in Domburg.

## Biografie
Houtekamer studeerde in Tilburg, van 1975-1980 aan de Nieuwe Lerarenopleiding en van 1980-1982 aan de Academie voor Beeldende Vorming, waar hij les kreeg van Arie Berkulin en Jan Goossen. Zijn afstudeerthema was het portret. Daarna volgde hij een avondopleiding aan de Hogeschool voor de Kunsten in Amersfoort. Enkele jaren werkte hij als docent bij het Regionaal Opleidingencentrum in Goes en Zierikzee terwijl hij zich ontwikkelde als beeldhouwer. Houtekamer werkte in een atelier in Kloetinge en vanaf 2013 in ’s-Heer Hendrikskinderen, waar hij ook cursussen boetseren en beeldhouwen aan volwassenen gaf. Houtekamer overleed in 2020 aan de gevolgen van COVID-19.

## Werk
Houtekamer legde zich toe op portretten, geīnspireerd door Charles Despiau en Francesco Laurana. Hij boetseerde zijn koppen in klei, waarna ze in gips gegoten werden ofwel in brons. Houtekamer werkte volgens een geheel eigen methode, waarbij de contour als eerste geboetseerd werd. Een belangrijke opdracht was het maken van een portret in hardsteen van Dr. Hendrika Ghijsen, samenstelster van het Woordenboek der Zeeuwse dialecten, dat is geplaatst in Domburg.

## Galerie

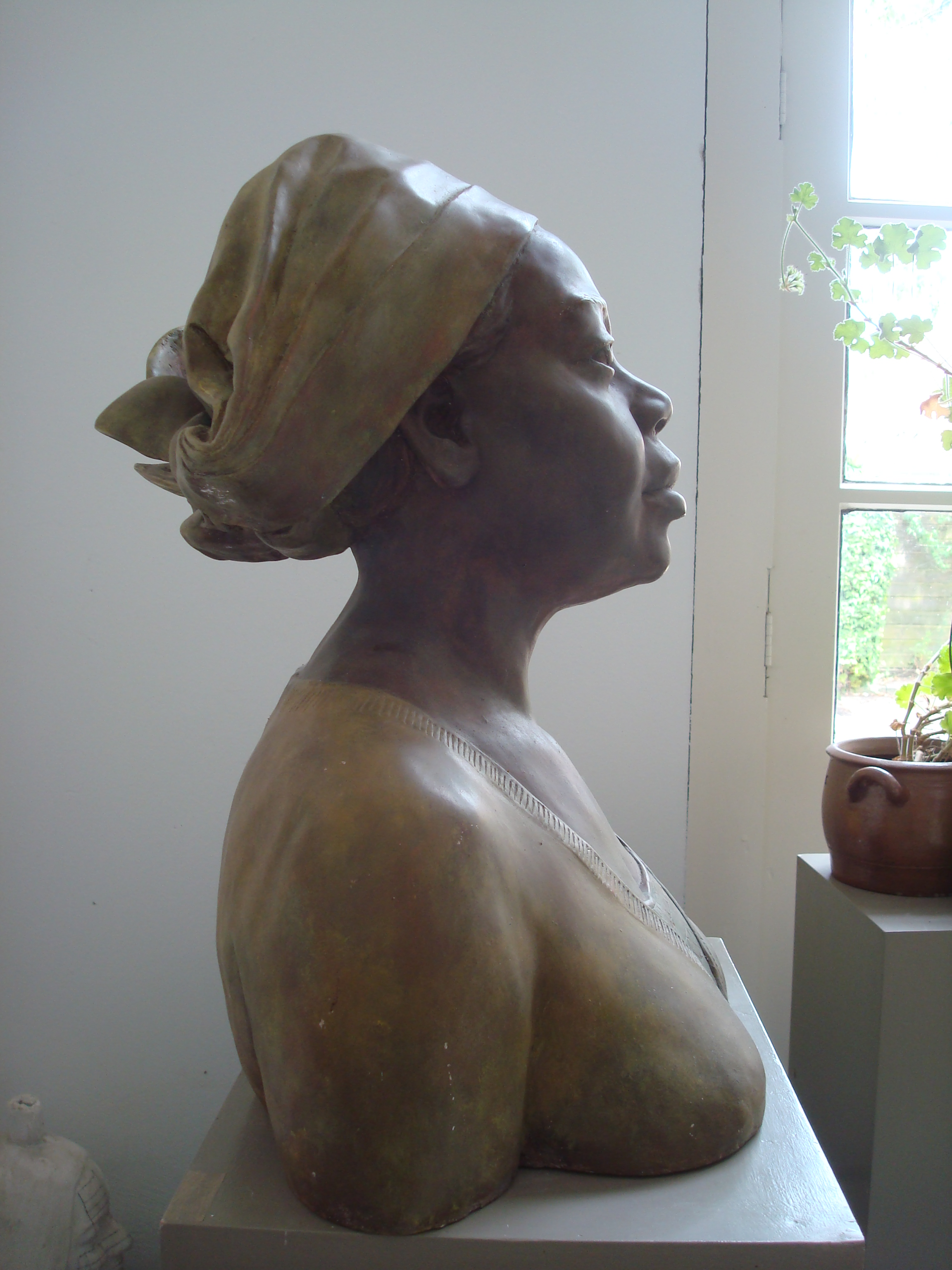
Dorocella (2008)
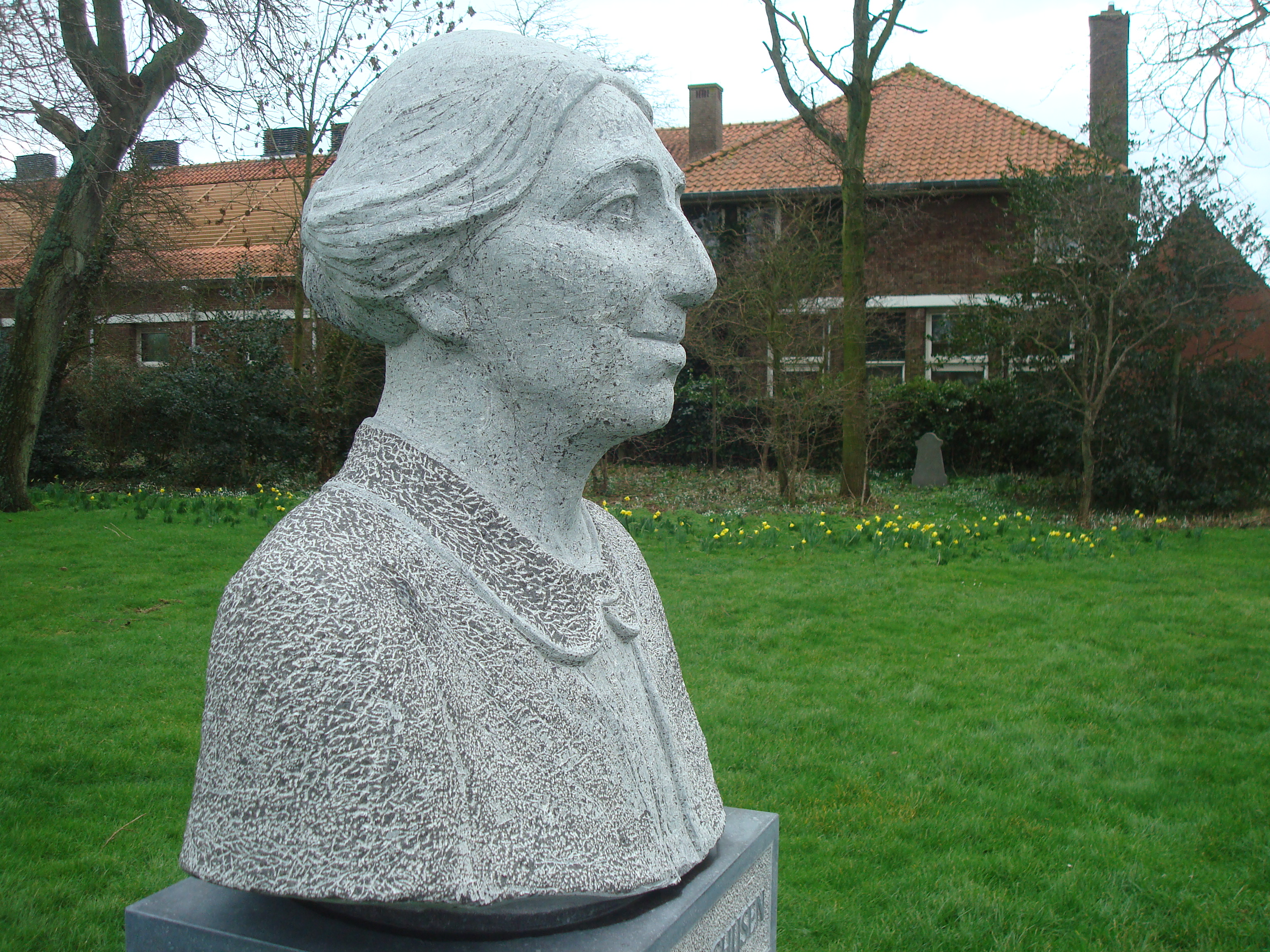
Rika Ghijsen (2015)
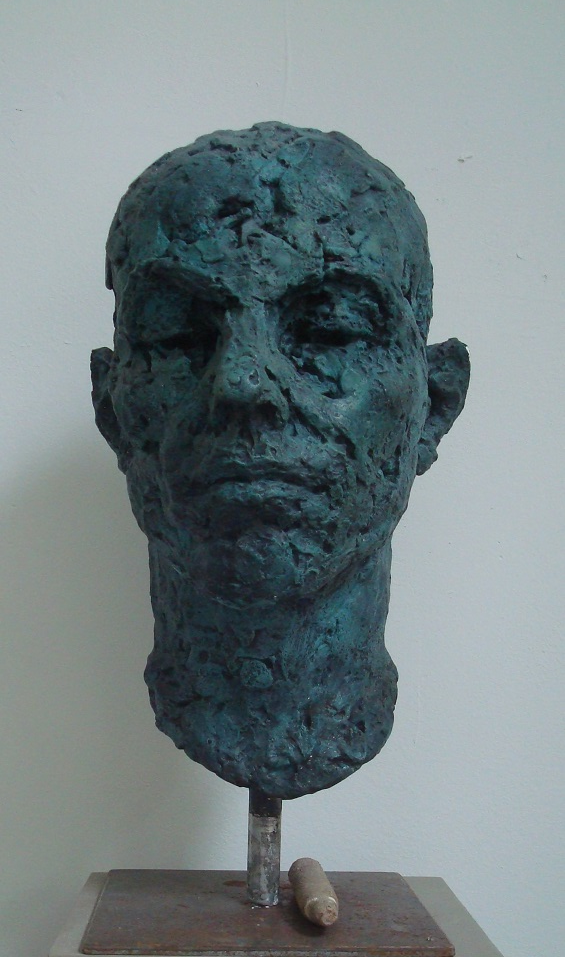
Vincent

## Tentoonstellingen (selectie)
- 1991 Axel, Streekmuseum Het Land van Axel

- 1994 Burgh-Haamstede, De Bewaerschole

- 2008 Baarland, Galerie achttien88

- 2018 Goes, Grote of Maria Magdalenakerk: De Stilte (groepstentoonstelling)

- 2020 Domburg, Marie Tak van Poortvlietmuseum[3]

- 2023 Grijpskerke, Boerderijgalerie De Osseberg: Kwetsbaarheid en kracht (groepstentoonstelling)[4]

- 2024 Axel, Museum Het Warenhuis: Ontmoetingen, met Adri Geelhoed

## Werk in openbare ruimte
- 2015 portret Rika Ghijsen, Domburg[5]